# Limeil-Brévannes
Limeil-Brévannes település Franciaországban, Val-de-Marne megyében. Lakosainak száma 27 806 fő (2022. január 1.). Limeil-Brévannes Créteil, Yerres, Boissy-Saint-Léger, Bonneuil-sur-Marne, Valenton és Villecresnes községekkel határos.

## Népesség
A település népességének változása:
| Lakosok száma | 22 816 | 25 639 | 26 901 | 27 228 | 27 684 | 27 833 | 28 290 | 27 999 | 27 806 |
|               | 2013   | 2015   | 2016   | 2017   | 2018   | 2019   | 2020   | 2021   | 2022   |